# Dictyoploca (schimmel)
Dictyoploca is een geslacht van schimmels behorend tot de familie Mycenaceae.

## Soorten
Volgens Index Fungorum telt dit geslacht vier soorten (peildatum oktober 2023):
| Soortnaam                | Auteur(s) | Publicatiejaar |
| ------------------------ | --------- | -------------- |
| Dictyoploca cyclophora   | R. Heim   | 1967           |
| Dictyoploca duplicata    | Otieno    | 1968           |
| Dictyoploca grandis      | R. Heim   | 1967           |
| Dictyoploca myrmecophila | R. Heim   | 1966           |